# Watchmen: el fin está cerca
Watchmen: el fin está cerca es una serie de videojuegos episódicos que sirve como precuela de la adaptación cinematográfica del cómic Watchmen, de Alan Moore y Dave Gibbons. El juego fue anunciado originalmente para el lanzamiento en tramos descargables en Microsoft Windows, PlayStation Network, y Xbox Live Arcade, con el primero lanzado el 4 de marzo de 2009 para coincidir con el estreno en cines de la película. El segundo episodio fue lanzado el 30 de julio de 2009.
Ambos episodios fueron lanzados juntos en discos el 21 de julio de 2009 para Xbox 360 y PlayStation 3. Una edición limitada de la versión de PlayStation 3 fue lanzada anunciada como «La experiencia completa», que también incluye la versión extendida del director's cut de la película en formato Blu-ray.

## Jugabilidad
El juego permite a los jugadores asumir el papel de Rorschach o Búho Nocturno II en modo un jugador o multijugador cooperativo. Rorschach y Búho Nocturno son los únicos personajes jugables en el primer episodio del juego, que comprende seis "capítulos". Las escenas que parecen paneles de historietas animados, similares a los observados en el cómic en movimiento de Watchmen lanzado en iTunes, une a cada capítulo. Dos de los actores de la película, Patrick Wilson y Jackie Earle Haley, prestan sus voces para sus personajes Búho Nocturno y Rorschach, respectivamente. El juego cuenta con una mezcla de beat-em-up y juego de puzles, con los dos personajes teniendo diferentes fortalezas y habilidades. Rorschach es más rápido con ataques no convencionales y hace uso de armas improvisadas como palancas y bates de béisbol; Búho Nocturno es más lento, pero tiene un método de artes marciales sólido y utiliza dispositivos tecnológicos, como "bombas aturdidoras", y el arma de agarre. Los personajes deben trabajar cooperativamente para pasar puzles y derrotar a los enemigos.
El juego está ambientado en 1972, durante la época de los Crimebusters (para la adaptación cinematográfica, los Watchmen). El primer capítulo del juego es un tutorial que tiene lugar mientras Rorschach y Búho Nocturno se infiltran en una prisión. Jefecillo, un villano mencionado en el cómic, aparece en el juego, al igual que otros adversarios que sólo son mencionados brevemente o mostrados en flashbacks en el cómic original. La nave voladora de Búho Nocturno, Arquímedes, aparece en el juego, pero el jugador no tiene control sobre ella durante el juego.
Un artículo de Comicmix.com enfatiza el enfoque del juego en el trabajo en equipo entre los dos personajes: en el modo de un jugador, la IA controla al otro personaje aparte del personaje principal, mientras que el juego se puede jugar en cooperativo con dos jugadores como ambos personajes. El artículo también menciona que no habrá modo cooperativo en línea.

## Historia
El fin está cerca tiene lugar durante la época de los Crimebusters (rebautizados Watchmen para la adaptación cinematográfica), cuando Rorschach y Búho Nocturno II eran vigilantes que luchaban contra el crimen antes de que la Ley Keene fuera aprobada en 1977. Al escuchar un boletín de la policía, Búho Nocturno y Rorschach se abren camino hacia la prisión de Sing Sing para ayudar a sofocar los disturbios que han estallado allí.
Una vez allí, se enteran de que los disturbios eran una estratagema para encubrir la fuga del Jefecillo, un señor del crimen. Ellos se abren camino a un bar, el Rumrunner, e interogan a uno de los clientes para averiguar quién orquestó el escape. Se enteran de que Jimmy el Tramposo estaba detrás de él, así que lo persiguen a los muelles hasta un parque de atracciones abandonado. Ellos lo arrinconan en las pistas de una montaña rusa, en la que alguien activa los carros para tratar de matar a Jimmy. Búho Nocturno los detiene con su gancho de agarre, pero un francotirador misterioso le dispara al cable, haciendo que los carros vuelen directamente a Jimmy, lo que lo hiere de gravedad. Antes de su caída de la montaña rusa, Jimmy consiguió decirles que el Jefecillo está en su vieja guarida en las alcantarillas, por lo que después de llamar a una ambulancia para Jimmy, allí es donde van Búho Nocturno y Rorschach.
Ellos no lo encuentran, pero sí encuentran a un director asociado del FBI desaparecido, Mark Felt, atado y sangrando abundantemente, al parecer torturado. Él les dice que alguien (que los héroes suponen que es el Jefecillo) pretende matar a dos reporteros, Bob Woodward y Carl Bernstein, los posibles informantes del escándalo Watergate. Al salir de las alcantarillas, Búho Nocturno y Rorschach son emboscados por la policía, Rorschach advierte que les han tendido una trampa.
Ellos se abren camino luchando para llegar a la obra de construcción donde Felt les dijo que está Jefecillo, sólo para descubrir que los periodistas ya están muertos. Jefecillo afirma que no tenía nada que ver con eso, que le tendieron una trampa. El dúo lo persigue hasta el emplazamiento de la obra y logran acorralarlo, pero el Comediante le dispara con un rifle de francotirador. Resultó que el Comediante fue el cerebro detrás de todos los eventos, trabajando en nombre del gobierno de Estados Unidos para encubrir el escándalo de Watergate (una referencia a un comentario hecho sobre Woodward y Bernstein por el Comediante, tanto en la novela gráfica como en la película).
En la parte 2, Rorschach sigue la pista de una joven desaparecida llamada Violet Greene. Con un Búho Nocturno reacio a rastras, ellos se infiltran en un sórdido club de estriptis, donde descubren que el secuestrador es Penumbra, un viejo amor de Búho Nocturno. Ellos irrumpen en su mansión (que actúa como un burdel de clase alta) y descubren que a Violet le gusta ser una prostituta, sin embargo Rorschach afirma que le pueden haber lavado el cerebro. Búho Nocturno dice que si Violet está allí "por su propia voluntad" entonces no hay nada que puedan hacer. Rorschach discrepa, y la pareja persigue a Penumbra a través de la mansión, antes de ser lanzada a una claraboya. El final del capítulo depende del resultado de la batalla final (entre Búho Nocturno y Rorschach). Si Búho Nocturno gana, Rorschach es lanzado a través de la claraboya, y Penumbra es rescatada. Si Rorschach gana, sin embargo, Búho Nocturno es arrojado a un lado, y Rorschach rompe la claraboya, matando así a Penumbra. Sea cual sea el personaje vencedor, el juego termina con la asociación entre Búho Nocturno y Rorschach rompiéndose, y Búho Nocturno se alía con el Comediante para sofocar un motín (un evento que representado tanto en la novela gráfica como en la película).

## Desarrollo
Warner Bros. Interactive Entertainment fue anunciado para estar publicando dos juegos descargables durante los lanzamientos en el cine y DVD de la película de 2009. Deadline Games está desarrollando las dos propiedades. WB tomó este enfoque de bajo perfil para adaptar la película para evitar apresurar el juego en esta apretada agenda, ya que la mayoría de los juegos de la película fueron destrozados por los críticos y jugadores. El juego ha sido escrito por Len Wein, editor del cómic. Dave Gibbons, artista del cómic, es también un asesor.
Electronic Gaming Monthly anunció que el título del juego es Watchmen: The End Is Nigh y tuvo el juego como su tema de portada para diciembre de 2008.
Un teaser tráiler se estrenó en los Video Game Awards de Spike el 15 de diciembre de 2008.
Las versiones de prueba de PC y PlayStation 3 fueron lanzados el 3 de marzo de 2009, disponibles en Steam y PlayStation Network respectivamente.
La versión de Xbox 360 de Watchmen: El fin está cerca - Parte 2 fue lanzada a través de Xbox Live Arcade el 26 de agosto de 2009.

## Recepción
Las críticas del juego han sido mixtas. Recibió un 5.5/10 en IGN y recibió críticas negativas de FEARnet y Joystiq. La crítica de 1up.com declaró que el juego fue un "beat-em-up decente de la generación en HD", pero advierte que "tan guapo como está todo, también es repetitivo." GamePro le otorgó un 4 sobre 5, mientras que X-play le dio un 3 de 5. Xbox Magazine le dio un 7 sobre 10, mientras dice que el cooperativo fue divertido, pero que les decepcionó no tener un modo cooperativo en línea. Daniel Wilks de Hyper elogia al juego por sus "efectos de lluvia, sombra y modelos de personajes", así como su "motor de lucha decente". Sin embargo, critica al juego por "acción y nivel de diseño repetitivos [y no ser] particularmente difícil". Los dos presentadores del programa de entrevistas de videojuegos Good Game le dieron al juego un 4 y 5 de 10